# August Pfänder
August Pfänder (* 21. August 1891 in Beuren; † 23. April 1971 in Nürtingen) war ein deutscher Kommunalpolitiker.

## Leben und Werk
August Pfänder war von 1925 bis 1943 Bürgermeister der baden-württembergischen Stadt Neuffen. Von 1943 bis 1945 war er kommissarischer Bürgermeister der Stadt Nürtingen, 1948 wurde er dann dort zum Bürgermeister gewählt und übte dieses Amt bis 1959 aus.

## Ehrungen
- 1959: Ehrenbürger von Nürtingen
- Benennung der August-Pfänder-Straße in Nürtingen